# (788) Hohensteina
(788) Hohensteina es un asteroide perteneciente al cinturón de asteroides descubierto el 28 de abril de 1914 por Franz Heinrich Kaiser desde el observatorio de Heidelberg-Königstuhl, Alemania.
Está nombrado por el castillo de Hohenstein cercano a Bad Schwalbach en la cordillera del Taunus.